# Sonkovskij rajon
Il Sonkovskij rajon (in russo Сонковский район?) è un rajon dell'Oblast' di Tver', nella Russia europea; il capoluogo è Sonkovo. Istituito nel 1929, ricopre una superficie di 970 chilometri quadrati.